# Ivan Jandrić
Ivan Jandrić (Velika Trnovitica, 1931. – Subotica, 6. svibnja 2011.) je bio likovni pedagog, slikar i umjetnički keramičar iz Vojvodine. Rodom je Hrvat.
Radio je u školi i na subotičkom Radničkom sveučilištu. U školi je bio likovni pedagog, a na sveučilištu suradnik za kulturu.
U početku je bio dijelom Šabićeve likovne grupe Grupa šestorice iz Tavankuta, utemeljene 1961. Umjetničku karijeru je počeo kao slikar, a sredinom 1960-ih se preusmjerio na keramiku. Desetljeće poslije je postigao toliku umjetničku razinu da su mu djela postizala uspjehe i od onda je prepoznatljivim umjetničkim imenom u tom području.
Izlagao je s drugim umjetnicima, ali i samostalno. Djela su mu bila dijelom izložbenih postava koja su predstavljala vojvođansku primijenjenu umjetnost. Izlagao je u Vojvodini (Novi Sad, Subotica), Mađarskoj, Austriji i Hrvatskoj (Zagreb, Bjelovar, Osijek). 
2004. godine je prigodom izložbe u Modernoj galeriji Likovni susret Subotica istoj darovao mnoštvo svojih radova.
Umro je svibnja 2011., a pokopan je na subotičkom Bajskom groblju.

## Nagrade
Dobitnik je većeg broja nagrada. Po značaju se ističu:
- nagrada Dr. Ferenc Bodrogvári, 1982.
- Oktobarska nagrada 1987.
- Posebno priznanje Moderne galerije Likovni susret i Grada Subotice 2009.

## Vanjske poveznice
- Zavod za kulturu vojvođanskih Hrvata[neaktivna poveznica] IN MEMORIAM: Ivan Jandrić